# Monteskiusz

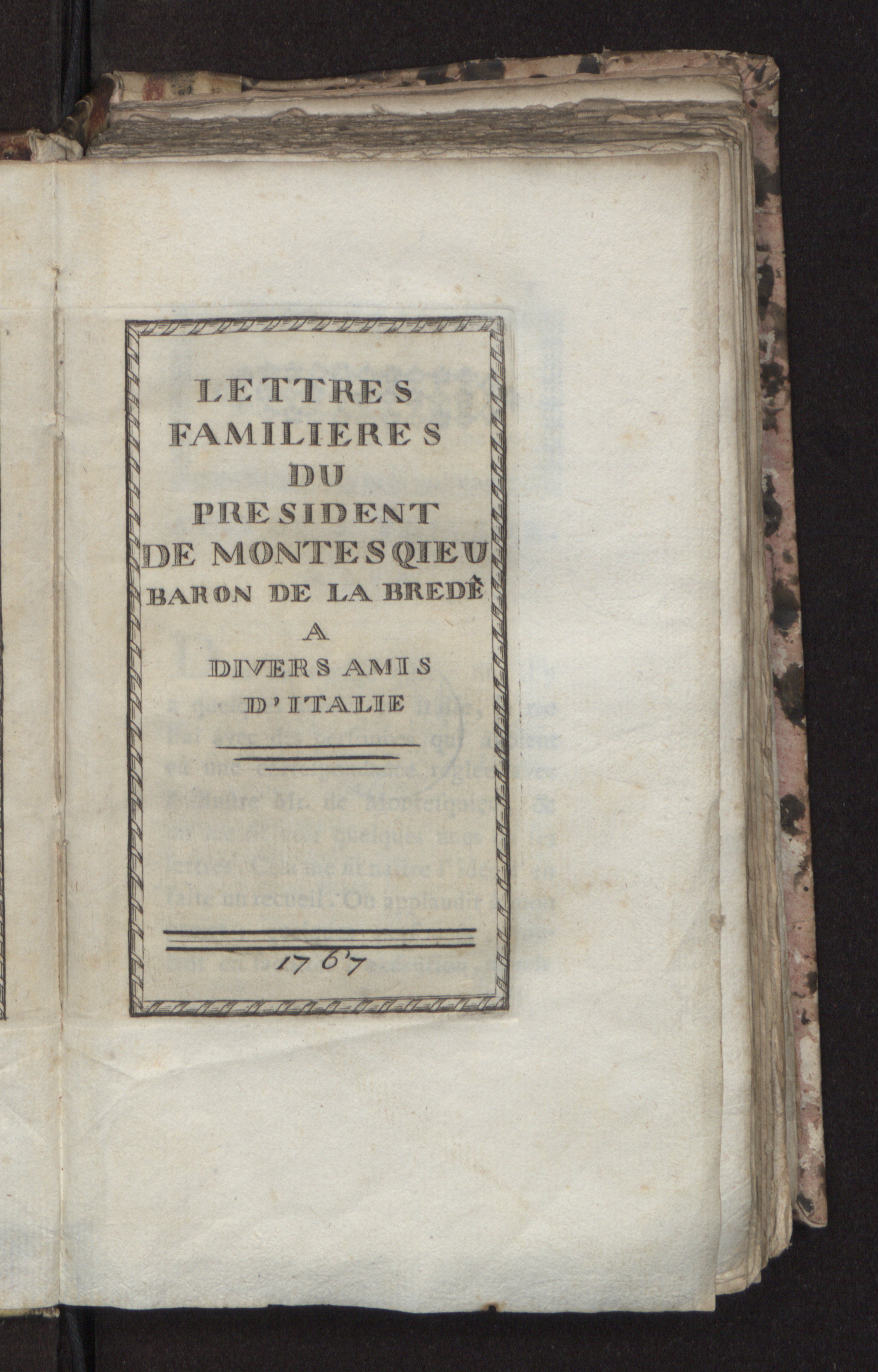
Lettres familieres a divers amis d’Italie, 1767

Monteskiusz (fr. Montesquieu), właśc. Charles Louis de Secondat, baron de La Brède et de Montesquieu (ur. 18 stycznia 1689 w La Brède, zm. 10 lutego 1755 w Paryżu) – francuski filozof, prawnik, wolnomularz i pisarz doby Oświecenia, członek Akademii Francuskiej od 1728 r. (fotel 2), członek zagraniczny Akademii Stanisława w Nancy od 1751 roku.
Jego dzieło De l’esprit des loix ou du rapport que les loix doivent avoir avec constitution de chaque gouvernement, les moeurs, le climat, la religion, le commerce zostało umieszczone w Indeksie ksiąg zakazanych dekretem z 1751 roku.

## Twórczość i poglądy
Monteskiusz w Listach perskich (1721) poddał krytyce porządek panujący we Francji przed Rewolucją francuską, traktując ustrój państwowy Wielkiej Brytanii za wzorzec do naśladowania.
Największym dziełem Monteskiusza była składająca się z trzydziestu jeden ksiąg praca O duchu praw (De l’esprit des lois) z roku 1748, w której dokonał analizy znanych ówcześnie form ustrojowych.
Monteskiusz wyszedł od koncepcji prawa naturalnego, wywodząc (w niezgodzie z Hobbesem), że prawo stanowione zostało ustanowione dla poskromienia dzikości natury. Przy tworzeniu prawa należy brać pod uwagę naturalne uwarunkowania, które kształtują ducha praw. Do tych uwarunkowań należą: wielkość terytorium państwa, klimat, religia, obyczaje, historia, formy gospodarowania i zasady rządzenia. Monteskiusz wyróżnił trzy formy państwa:
- despotia, w której zasadą rządzenia jest strach,
- monarchia, w której rządy odwołują się do honoru,
- republika, która może mieć ustrój demokratyczny (oparta jest wtedy na cnocie) albo arystokratyczny (oparta wtedy na umiarkowaniu warstw rządzących).

Monteskiusz uważał, że o jakości państwa stanowi gwarantowanie przez nie wolności obywateli. Filozof wysunął myśl, że sprzyja temu ograniczenie władzy, a zwłaszcza jej podział. Należy oddzielić władzę zajmującą się ustanawianiem praw od władzy wprowadzającej w życie jej postanowienia; sądy zaś powinny być całkowicie niezależne od władz państwowych. Dzięki temu sędziowie, nie obawiając się nacisków ze strony władzy, mogliby wydawać sprawiedliwe wyroki. Do sądu mógłby wówczas odwołać się obywatel, który czułby się pokrzywdzony decyzją któregoś z urzędów. Monteskiusz postulował również powołanie dwuizbowego parlamentu będącego władzą ustawodawczą, z prawem weta dla rządu. W ten sposób, spopularyzował, klasyczną definicję trójpodziału władzy.
Uważał też, że władza sądu nie powinna być powierzona stałemu senatowi, ale wykonywana przez osoby powołane z ludu w drodze wyborów na określony czas. Popierał pogląd, że aby trzymać najwyższych urzędników w zawisłości od praw, lud ma prawo zmuszać ich, aby wrócili do życia prywatnego.

## Dzieła
- Essai sur le goût (1757)
- La Cause de la pesanteur des corps
- La Damnation éternelle des païens (1711)
- Système des Idées (1716)
- Listy perskie (Lettres persanes, 1721), powieść epistolarna
- Le Temple de Gnide (1725), poemat
- Histoire véritable d’Arsace et Isménie (1730), powieść
- Considérations sur les causes de la grandeur des Romains et de leur décadence (1734)
- O duchu praw (De l’esprit des lois, 1748)
- La défense de « L’Esprit des lois » (1750)